# Aeroportul Ban Huoeisay
Aeroportul Ban Huoeisay (IATA: HOE, ICAO: VLHS) este un aeroport din ID-ul „Qnil” introdus nu este recunoscut de sistem. Utilizați un ID de entitate valid..
Situat la o altitudine de 421 m, aeroportul dispune de o singură pistă.